# J. Allen Hynek
Josef Allen Hynek (Chicago, 1910. május 1. – Scottsdale, 1986. április 27.) amerikai csillagász, egyetemi tanár, UFO-kutató.

## Élete
Szülei Csehországból származtak. 1931-ben a Chicagói Egyetemen BSc fokozatot szerzett. 1935-ben a Yerkes Obszervatóriumban doktorált asztrofizikából. Ezután az Ohiói Állami Egyetem fizikai és csillagászati tanszékén tevékenykedett, fő kutatási témája a kettőscsillagok fejlődése és spektroszkópos vizsgálata volt. A második világháború alatt a Johns Hopkins Egyetem alkalmazott fizikai laboratóriumában dolgozott civil tudósként, itt az Amerikai Haditengerészet számára tervezett rádióvezérelt közelségi gyújtószerkezet kifejlesztésében vett részt. A háború után visszatért az Ohiói Egyetemre, ahol 1950-ben professzor lett. 1953-ban tanulmányt készített a Nap és a csillagok fényerejének és színének ingadozásáról.
1956-ban hagyta el az Ohiói Egyetemet, csatlakozott Fred Whipple professzorhoz, a Harvard Egyetem professzorához a Smithsonian Intézetben. Hynek feladata egy tervezett amerikai műhold nyomkövetése volt. Egy speciális kamerát fejlesztettek ki a feladatra, elkészítették és tesztelték a prototipust is, de ezt 1957. október 4.-e, a szovjet Szputnyik–1 műhold fellövése után szétszerelték. Ezután Hynek visszatért az oktatáshoz, s 1960-ban a Northwestern Egyetem csillagászati tanszéke vezetője lett. Felesége Miriam Hynek volt, öt gyermekük született. Egyik fia, Joel Hynek Oscar-díjat kapott a legjobb vizuális effektusok kategóriájában. Agytumorban hunyt el.

## UFO-kkal kapcsolatos véleményének változásai

### Szkepticizmus
Az egyre több UFO-észlelésre válaszul az Amerikai Légierő 1948-ban létrehozta a Project Sign-t az azonosítatlan repülő tárgyakról szóló jelentések kivizsgálására. Tudományos tanácsadónak Hyneket kérték fel, aki a jelentések áttanulmányozása után úgy döntött, hogy az azokban leírt jelenségek ismert égitestekkel magyarázhatóak. A felkéréskor Hynek szkeptikus volt az UFO-jelentésekkel kapcsolatban, azt gyanította, hogy megbízhatatlan tanúk, illetve olyan személyek készítették őket, akik tévesen azonosítottak ember által készített, illetve természeti tárgyakat. 1948-ban azt mondta, hogy "az egész UFO-téma teljesen nevetségesnek tűnik", s úgy jellemezte, mint egy hamarosan elmúló szenzációt. 1977-ben megjelent könyvében elmondta, hogy élvezte a légierőnél betöltött szerepét, s hogy a légierő elvárta tőle, hogy természeti jelenségekkel magyarázza az UFO-észleléseket.

### Véleménye változása
1953 áprilisában Hynek egy cikket jelentetett meg a Journal of the Optical Society of America című lapban, Unusual Aerial Phenomena címen. A cikk tartalmazza egyik leggyakrabban idézett állásfoglalását: 
A gúny nem része a tudományos metódusnak, az embereket pedig nem szabad arra tanítani, hogy mégis az. A folyamatosan áramló jelentések, amelyeket gyakran megbízható megfigyelők készítenek, felvetik a tudományos kötelesség és felelősség kérdését. Van esetleg olyan eset, amely tudományos figyelmet igényel? S ha nincs, akkor nem létezik-e olyan kötelezettség, hogy ezt ne a gúny és a nyílt nevetségesség szavaival, hanem komolyan mondják el a nyilvánosságnak, hogy az emberek továbbra is bízzanak a tudományban és a tudósokban? 
1953-ban Hynek a Robertson Panel tagja volt, amely arra a következtetésre jutott, hogy az UFO-jelenségekben semmi rendellenes sincs, s PR-kampányt kell kezdeményezni a közvélemény felé e következtetés megismertetésére, Hynek később sajnálta, hogy a Robertson Panel komolyan hozzájárult ahhoz, hogy az UFO-k kutatása a tudomány egyik elhanyagolt területévé vált. Ahogy egyre több UFO-megfigyelés érkezett, néhány jelentés, kivált katonai pilóták és rendőrök részéről komolyan gondolkodóba ejtették Hyneket. Egyszer így fogalmazott: "Tudósként szem előtt kell tartanom a múlt tanulságait: túl gyakran történt, hogy a tudomány számára nagy jelentőségű ügyeket hagytak figyelmen kívül csak azért, mert a jelenségek nem feleltek meg a kor tudományosságának".
Egy 1985-ös interjúban, amikor azt kérdezték tőle, mi okozta véleménye változását, így felelt: "Valójában két dolog. Az egyik a légierő teljesen negatív hozzáállása, akkor sem adnának esélyt az UFO-k létezésére, ha fényes nappal repkednének a nyílt utcán. Mindenre tudományos magyarázatot kellett adni. Elkezdtem felháborodni ezen, úgy gondoltam, hogy nem a helyes irányba haladnak. Másodszor a szemtanúk személye ejtett zavarba, például katonai pilóták számoltak be néhány esetről, akikről tudtam, hogy meglehetősen jól képzettek. Ekkor gondoltam először, hogy talán mégis van valami mindebben".
Hynek a Project Sign-nél maradt akkor is, amikor az Projekt Grudge néven folytatódott (bár a Grudge-ben sokkal kevésbé volt érintett). A Grudge Projektet 1952 elején váltotta fel a Project Blue Book, amelyben mint tudományos tanácsadó működött közre. Edward J. Ruppelt, a Blue Book első igazgatója nagy tisztelője volt. Hynek szerint Ruppelt az a vezető volt, aki képes lett volna a helyes irányba vezetni a Blue Book Projectet. Ruppelt csupán néhány évig volt vezető, Hynek véleménye szerint távozása után a Blue Book nem volt több egy PR-ügynökségnél, s csak nagyon kevés, tudományos módszerrel végzett kutatást csináltak.
Hynek csak a Blue Book késői szakaszában, az 1960-as években kezdett beszélni a légierővel való nézeteltéréseiről és csalódásairól. Az egyik leghíresebb eset, amelyekben elutasította a légierő magyarázatát a közismert Portage megyei UFO-hajsza volt, amelyben több rendőrtiszt fél órán át üldözött egy azonosítatlan objektumot, a másik pedig Lonnie Zamora, egy rendőrtiszt esete, aki egy tojás alakú fém repülőeszközzel találkozott az Új-Mexikói Socorró közelében.
Hynek volt a Center for UFO Studies alapítója és első vezetője. Az 1973-ban az Illinois állambeli Evanstonban alapított (jelenleg Chicagóban működő) szervezet az UFO-jelenségek tudományos elemzését támogatja. Archivumai számos polgári kutatócsoport értékes megfigyeléseit is tartalmazzák.
1978 novemberében Hynek a saját, valamint Jacques Vallée és Claude Poher nevében nyilatkozatot nyújtott be Az Egyesült Nemzetek Szervezete Közgyűlése-nál. Céljuk a szervezeteben egy központi, a UFO-kkal foglalkozó bizottság felállítása volt.
1975-ben megjelent első könyvében publikálta a Close Encounter skálát, amelyet az UFO-események jobb katalogizálása érdekében fejlesztett ki. Később a Columbia Pictures és Steven Spielberg tanácsadója lett az 1977-ben forgatott Harmadik típusú találkozások című filmben, amelyben fel is tűnik egy rövid jelenetben.

## Munkái
- The UFO Experience: A scientific enquiry (1972) ISBN 978-1-56924-782-2
- The Edge of Reality: A progress report on the unidentified flying objects, Jacques Vallée-vel közösen (1975) ISBN 978-0-8092-8150-3
- The Hynek UFO Report (1977)
- Night Siege–The Hudson Valley UFO Sightings, társszerzők: Philip J. Imbrogno és Bob Pratt (1987)
- UFO Fact or Fiction, 1970 körül

## Magyarul megjelent művei
- J. Allen. Hynek–Philip J. Imbrogno–Bob Pratt: Éjszakai ostrom. Döbbenetes bizonyítékok, szemtanúk lélegzetelállító beszámolói, megcáfolhatatlan tények. A Hudson-völgyi ufo-jelenségek; ford. Ertsey Krisztina, Pintér Károly; Édesvíz, Bp., 1992
- Az UFO-helyzet, tanulmány, Galaktika 22. szám, 1976, utánközlés: UFO-k és elsüllyedt világok, Móra, Bp., 1988

## Külső hivatkozások
- Saturday Night Uforia Hynekkel
- Hynek irathagyatéka a Nortwestern Universityn
- Hynek: The Pied Piper of Ufology című cikke
- Interjú Hynekkel a New Scientist 1973. május 17. számában
- Interjú Hynekkel 1985-ből
- Francia életrajz Hynekről
- Az ENSZ-nek küldött beadvány
- Életrajza az UFOPSI oldalon
- Életrajza spanyol nyelven
- Hynekkel kapcsolatos UFO-dokumentumok

## Fordítás
- Ez a szócikk részben vagy egészben  a   J. Allen Hynek című angol Wikipédia-szócikk ezen változatának fordításán alapul.  Az eredeti cikk szerkesztőit annak laptörténete sorolja fel. Ez a jelzés csupán a megfogalmazás eredetét és a szerzői jogokat jelzi, nem szolgál a cikkben szereplő információk forrásmegjelöléseként.